# جنتر ساكس
جنتر ساكس (بالألمانية: Gunter Sachs)‏ (و. 1932 – 2011 م) هو مخرج أفلام، ومصور، وقطب أعمال، ومنجّم، ورياضياتي، ومتزلج جماعي، ومتزلج صدري من سويسرا، وألمانيا، ولد في شفاينفورت، توفي في غشتاد، عن عمر يناهز 79 عاماً، بسبب إصابة بعيار ناري.

## وصلات خارجية
- جنتر ساكس على موقع IMDb (الإنجليزية)
- جنتر ساكس على موقع مونزينجر (الألمانية)
- جنتر ساكس على موقع ديسكوغز (الإنجليزية)
- جنتر ساكس على موقع كينوبويسك (الروسية)

- جنتر ساكس في قاعدة بيانات الأفلام على الإنترنت